# Maison natale de Slobodan Jović à Kučevo
La maison natale de Slobodan Jović à Kučevo (en serbe cyrillique : Родна кућа народног хероја Слободана Јовића у Кучеву ; en serbe latin : Rodna kuća narodnog heroja Slobodana Jovića u Kučevu) se trouve à Kučevo, dans le district de Braničevo, en Serbie. Elle est inscrite sur la liste des monuments culturels protégés de la république de Serbie (identifiant no SK 973).

## Présentation
Le héros national Slobodan Jović (1918-1944) est né à Kučevo et, très jeune, il a rejoint le Mouvement des travailleurs puis, en 1941, il a participé à la lutte de Libération nationale (NOB). Entre août 1941 et juin 1944, il a travaillé en tant qu'imprimeur et graphiste dans l'imprimerie illégale des Partisans qui dépendait du Comité central du Parti communiste de Yougoslavie dans la ville de Belgrade occupée,,. Quand l'imprimerie belgradoise a été découverte par les nazis, Jović a brûlé les documents et les archives avant de reprendre sa vie personnelle.
La maison natale de Slobodan Jović, construite en 1910, est aujourd'hui située 136 rue Svetog Save. De plan rectangulaire, elle constituée d'un simple rez-de-chaussée et d'une cave ; le toit à quatre pans est recouvert de tuiles. Les murs sont construits selon la technique des colombages avec un remplissage composite ; à l'extérieur comme à l'intérieur, ces murs sont enduits d'un mortier de boue et blanchis ; les façades ne sont ornées d'aucune décoration plastique.
La façade sur rue porte une plaque commémorative en l'honneur de Slobodan Jović.